# Qānlū
Qānlū (persiska: قانلو, قانلی) är en ort i Iran.   Den ligger i provinsen Zanjan, i den nordvästra delen av landet, 240 km väster om huvudstaden Teheran. Qānlū ligger 2 142 meter över havet och antalet invånare är 324.
Terrängen runt Qānlū är kuperad åt nordost, men åt sydväst är den platt.Runt Qānlū är det ganska glesbefolkat, med 38 invånare per kvadratkilometer. Närmaste större samhälle är Falj, 16,4 km öster om Qānlū. Trakten runt Qānlū består i huvudsak av gräsmarker.